# Грегорио Палтринијери
Грегорио Палтринијери (итал. Gregorio Paltrinieri; Карпи, 5. септембар 1994) италијански је пливач чија ужа специјалност су маратонске трке слободним стилом. у базенима и на отвореним водама. Актуелни је олимпијски победник у трци на 1500 метара, вишеструки светски, европски и национални првак и рекордер у великим и малим базенима. Такође се такмичи и у тркама на 5 и 10 км на отвореним водама.
Проглашаван је за најбољег спортисту Италије за 2015. и 2016. у избору магазина Газета спорт.

## Спортска биографија
Палтринијери је пливањем почео да се бави у најранијим годинама, захваљујући свом оцу Луки који се такође бавио такмичарским пливањем у младости, а касније је водио и властиту школу пливања. На почетку јуниорске каријере тренирао је пливање прсним стилом, али се касније преорјентисао на слободни стил и трке на дужим дистанцама.
Први запаженији успех на међународној пливачкој сцени је постигао 2011, на Европском јуниорском првенству у Београду, где је освојио титулу континенталног првака у трци на 1500 слободно, односно бронзану медаљу на 800 метара слободним стилом. Непун месец дана касније дебитовао је и на сениорским такмичењима са освојеним 19. местом у квалификацијама трке на 1500 слободно на Светском првенству у Шангају. Две недеље касније на светском јуниорском првенству у Лими осваја сребрну и бронзану медаљу у тркама на 1500 и 800 слободно.
На Европском првенству у Дебрецину 2012. осваја титулу првака у трци на 1500 слободно, а потом учествује и на својим првим Олимпијским играма у Лондону, где заузима високо пето место у финалу трке на 1500 слбоодно. До прве медаље на светским првенствима у великим базенима долази у Барселони 2013, а резултат од 14:45,37 минута донео му је, поред бронзане медаље, и нови национални рекорд.
Доминацију на маратонским тркама у базену на нивоу Европе наставио је на континенталном првенству у Берлину 2014, где је у финалу на 1500 слободно поставио и нови национални и европски рекорд, поставши првим европским пливачем који је ту деоницу испливао за мање од 14.40 минута (14:39,93 минута). У децембру исте године осваја титулу светског првака у малим базенима на 1500 слободно, на првенству одржаном у Дохи, испливавши нови континентални рекорд.
На светском првенству у Казању 2015. освојио је сребрну медаљу у трци на 800 слободно (уз нови европски рекорд од 7:40,81), а потом, четири дана касније, постаје првим италијанским пливачем у историји који осваја титулу светског првака у трци на 1500 слободно.
Један од највећих успеха у каријери остварује на свом другом учешћу на Олимпијским играма, у Рију 2016, где осваја златну медаљу у трци на 1500 метара слободним стилом. Била је то уједно и једина златна медаља италијанског пливачког тима на тим Олимпијским играма.
Серију одличних резултата на светским првенствима наставио је у Будимпешти 2017 (злато на 1500 слободно и бронза на 800 слободно) и Квангџуу 2019 (злато на 800 слободно уз нови европски рекорд и бронза на 1500 слободно). Палтринијери се на првенству у Кореји такмичио и у тркама на отвореним водама, где је освојио сребрну медаљу у екипној мешовитој конкуренцији, те шесто место у трци на 10 километара.